# Helmington Row
Helmington Row är en by i unparished area Crook, i kommunen Durham i grevskapet Durham, i England. Byn är belägen 2 km från Willington. Orten har 228 invånare (2001). Helmington Row var en civil parish 1866–1937 när blev den en del av Crook and Willington. Civil parish hade 4 425 invånare år 1931.